# Meral Uzeiri-Ferati
Meral Uzeiri-Ferati (mac. Мерал Узеири-Ферати; ur. 9 lipca 1975 w Tetowie) – północnomacedońska ginekolożka i akuszerka, absolwentka Uniwersytetu Świętych Cyryla i Metodego w Skopju, członkini Demokratycznej Partii Albańczyków. Wybierana do Zgromadzenia Republiki Macedonii w wyborach parlamentarnych z lat 2014 i 2016.